# Angelo Sanudo
Angelo Sanudo (fallecido en 1262) fue el segundo duque de Naxos desde 1227, cuando su padre, Marco I, murió, hasta su propia muerte.

## Familia
Angelo fue el hijo de Marco Sanudo. Según "The Latins in the Levant. A History of Frankish Greece (1204-1566)" (1908) de William Miller, Marco I se casó con ... Láscarina, una mujer de la familia Láscaris. Miller la identificó como la hermana de Constantino Láscaris y Teodoro I Láscaris. Basó su teoría en su propia interpretación de las crónicas italianas. El "Dictionnaire historique et Généalogique des grandes familles de Grèce, d'Albanie et de Constantinople" (1983) de Mihail-Dimitri Sturdza rechazó la teoría, basada en el silencio de las fuentes primarias bizantinas.

## Reinado
En 1235, Angelo envió un escuadrón naval para la defensa de Constantinopla, donde el emperador Juan de Brienne estaba siendo asediado por Juan III Ducas Vatatzés, emperador de Nicea, e Iván Asen II de Bulgaria. Por otra intervención de Angelo, se firmó una tregua entre los dos imperios durante dos años.
Angelo fue sucedido por su hijo Marco II.

## Matrimonio y descendencia
- Marco II Sanudo.
- Marino Sanudo, señor de Paros y Antiparos. Se casó con Porzia de Verona.[2]
- Una hija. Se casó con Paolo Navigajoso, señor de Lemnos.